# Светът, плътта и дяволът
„Светът, плътта и дяволът“ (на английски: The World, the Flesh and the Devil) е американски фантастичен постапокалиптичен филм от 1959 година с участието на Хари Белафонте, заснет от Метро-Голдуин-Майер по мотиви от новелата „Виолетовият облак“ на Матю Фипс Шил и разказа „Краят на света“ на Фердинанд Рейер.

## Сюжет
Тъмнокожият минен инспектор Ралф Бъртън (Хари Белафонте) се оказва затрупан в пещера докато проверява една мина за въглища в Пенсилвания. Той чува спасителния екип, който се опитва да си проправи път към него, но след няколкодневно копаене, те забавят темпото и накрая спират издирването. Разтревожен, той сам намира начин да се спаси. Достигайки до повърхността, Ралф открива напълно обезлюден свят, в който само сенките на сградите дават признаци, че някога е съществувал живот. От разпилени вестници разбира, че хората са напуснали градовете, защото е настъпил края на света. По-късно, в офиса на една радиостанция, Ралф прослушва касети със записи, от които научава, че неизвестна нация е използвала радиоактивен изотоп като оръжие, вследствие на което се е образувал облак прах, който се разпространява в глобален мащаб и е напълно смъртоносен в рамките на пет дневен период.
Ралф се отправя към Ню Йорк за да търси други оцелели. Пристигайки там, открива града пуст. Той се заема да възстанови електричеството в една сграда, която е избрал за своя резиденция. Точно когато самотата му започва да става непоносима, Ралф открива втори оцелял, тридесетина годишната бяла жена Сара Крендал (Ингер Стивънс). Двамата бързо се сприятеляват, но Ралф започва да спазва по-голяма дистанция, когато вижда, че Сара развива по-силни чувства спрямо него. Въпреки че живеят в постапокалиптичен свят и факта, че Сара не се интересува от техните расови различия, Ралф не може да преодолее задръжките си, нагнетени му от расисткото американско общество.
Ралф редовно излъчва радиосигнали, надявайки се да се свърже с други хора. В крайна сметка получава отговор от Европа, което показва, че има и други оцелели. Нещата се усложняват, когато болният бял мъж Бенсън Такър (Мел Ферер) пристига с една лодка. Сара и Ралф се опитват да го излекуват, но след като се възстановява, Бен хвърля око на Сара и започва да приема Ралф като съперник. Ралф се разкъсва от противоречиви чувства. Той се опитва да избягва Сара доколкото е възможно, давайки по този начин шанс на Бен да спечели чувствата и, но не може да се принуди да напусне града.
Създалата се ситуация изнервя Бен, който осъзнава, че докато Ралф е наблизо, шансовете му със Сара са минимални. Той предупреждава Ралф, че следващия път когато го види, ще се опита да го убие. Двамата въоръжени мъже започват да се преследват из пустите улици на града. Ралф преминава покрай сградата на Обединените нации и се изкачва по стълбите на входа на Ралф Бънч Парк, където на стената прочита „Те ще изковат от мечовете си плугове. И от копията си сърпове. Народ нама да вдигне меч срещу народ. Нито ще се учат вече на война: Книгата на Исая 2:4“. Той хвърля пушката си и се изправя невъоръжен пред Бен, който от своя страна не намира сили да застреля врага си. Победен, той се обръща и започва да се отдалечава. Появява се Сара. Когато Ралф се опитва да се отдръпне от нея, тя го хваща за ръката. След това извиква Бен и му подава другата си ръка. Хванати за ръце, тримата тръгват по улицата за да изградят новия свят заедно.

## В ролите
- Хари Белафонте като Ралф Бъртън
- Ингер Стивънс като Сара Крендал
- Мел Ферер като Бенсън Такър

## Номинации
- Номинация за наградата Хюго за най-добро драматично изложение на Раналд МакДугъл от 1960 година.[1]